# Грасс (приток Нельсона)
Грасс (англ. Grass River, кри Muskūskow' Sipi — «травянистая река») — река Западной Канады, протекает в северной части провинции Манитоба. Левый приток среднего течения реки Нельсон.
Длина реки составляет 570 км. Площадь водосборного бассейна — 16220 км². Средний расход воды в нижнем течении около озера Армстронг с 1959 по 2000 годы — 66,33 м³/с.
Грасс вытекает из озера Саймонхаус. Генеральным направлением течения реки является северо-восток. Впадает в реку Нельсон немного выше озера Сплит.
Первым зарегистрированным европейцем, исследовавшим реку Грасс, был Джозеф Смит, представитель Компании Гудзонова залива, путешествовавший по ней в 1763 году.